# Haggard-Blattohrmaus
Die Haggard-Blattohrmaus (Phyllotis haggardi) ist ein Nagetier in der Familie der Wühler, das in Südamerika vorkommt. Innerhalb der Art gibt es größere morphologische Variationen, was zur Beschreibung der Taxa Phyllotis elegantulus und Phyllotis fuscus führte. Neuere Abhandlungen listen diese als Synonyme der Haggard-Blattohrmaus.

## Merkmale
Mit einer Kopf-Rumpf-Länge von 99 bis 115 mm, einer Schwanzlänge von 72 bis 89 mm und einem Gewicht von etwa 30 g ist die Art ein kleiner Vertreter der Gattung Blattohrmäuse. Für Hinterfüße und Ohren wurde eine Länge von 23 bzw. 22 mm registriert. Die Individuen sind mit einer dunkelbraunen Oberseite dunkler als die meisten anderen Gattungsvertreter. Es existiert eine deutliche Grenze zur grauen Unterseite, bei der keine Streifen auf der Brust vorhanden sind. Auf dem kurzen Schwanz befinden sich kurze Haare und eine Quaste fehlt. Der Schwanz besitzt eine hellere Unterseite. Die in der gleichen Region lebende Anden-Blattohrmaus (Phyllotis andium) hat dagegen einen einfarbigen Schwanz. Der diploide Chromosomensatz der Haggard-Blattohrmaus besteht aus 38 Chromosomen (2n=38).

## Verbreitung
Das Verbreitungsgebiet liegt in den Anden Ecuadors. Dieses Nagetier hält sich in Regionen auf, die auf 2500 bis 4500 Meter Höhe liegen. In der Provinz Pichincha erreicht es gelegentlich 2000 Meter Höhe. Die Haggard-Blattohrmaus bewohnt hauptsächlich felsige Gebiete mit einem spärlichen Bewuchs aus Büschen oder Kräutern sowie Bergwiesen. Im Nationalpark Cajas konnte sie auch in Wäldern dokumentiert werden, die vorwiegend aus Bäumen der Gattung Polylepis bestehen.

## Lebensweise
Wie viele Blattohrmäuse ist die Art nachtaktiv und bodenbewohnend. Im Süden des Verbreitungsgebiets konnten paarungsbereite Weibchen in der Trockenzeit zwischen Juni und Oktober registriert werden.

## Bedrohung
Neu angelegte Landwirtschaftsflächen und Waldrodungen können sich in begrenztem Umfang negativ auswirken. Die Gesamtpopulation wird als groß eingeschätzt, auch wenn die Art selten gefangen wird. Die IUCN listet die Haggard-Blattohrmaus als „nicht gefährdet“ (least concern).